# Надежда (Смоленская область)
Наде́жда — деревня в Смоленской области России, в Сафоновском районе. По состоянию на 2007 год постоянного населения не имеет . Расположена в центральной части области в 14 км к востоку от Сафонова, севернее автодороги М1 «Беларусь», на левом берегу Днепра. Входит в состав Дуровского сельского поселения.

## История
В деревне находится один из первых в Смоленской области гидрологический пост на реке Днепр. Действует по настоящее время .